# 左翼保守主义
左翼保守主义（俄语：Левый консерватизм）是一种将经济上的左翼社会主义、国家主权原则和保守主义相结合的政治意识形态。

## 概况
在俄罗斯，左翼保守主义常常与俄罗斯的左翼民族主义紧密联系，这种民族主义通常伴随着对东正教及其道德原则的强烈信仰，拒绝西方化和右翼自由主义，因为这些被民族主义者认为是堕落的。因此，在当代俄罗斯，典型的左翼保守主义者通常指具有以下特征的左翼人士：反对自由主义；不认可苏联解体；认为苏联解体是境外敵對勢力的阴谋的结果；在讨论苏联解体时，将民族置于首要位置。在某些情况下，还可能表现出以下特征：宣扬“红色”（苏维埃）和“白色”（俄罗斯帝国）历史和解的必要性，以拯救俄罗斯免受“外来压迫”，或与民族爱国主义者进行合作；视“救世主”为政治家长，这个“救世主”通常是“强势人物”或其他精英政治力量.。
在美洲政治中，左翼保守主义代表着一种混合观念，既支持社会正义和国家主权的理念，也维护家庭和传统价值观，结合左翼民族主义，主张保护和保存现有国家体制的文化，限制或拒绝文化进步主义，反对堕胎权、女性主义和后现代主义。

## 例子
根据N·V·拉博佳热夫的说法，俄罗斯的伊兹博尔斯基俱乐部充满了左翼保守主义思想，其某些成员具有新民族主义倾向，试图实现“红色”（苏维埃）和“白色”（俄罗斯帝国）传统的融合。
俄罗斯作家兼民族主义者扎哈尔·普里列平使用“左翼保守主义者”一词来描述他创建的政党“为了真理”。
德国的莎拉·瓦根克內希特聯盟—理性和公正主张改善工人阶级和中产阶级待遇，并且反对非法移民，反对绿色政治和反对觉醒文化。该党意识形态被描述为左翼保守主义和社会主义。
中东欧的斯洛伐克等国的左翼保守主义者和极右翼也有合流的趋势。
复旦大学中国研究院研究员文扬认为，左翼保守主义是中国实现宪政的出路。
部分拉丁美洲左翼人士反对新自由主义，奉行反帝国主义和社会主义，同时在宗教的影响下采取了社会保守立场。
各种形式的宗教社会主义也在道德原则上深受保守主义的影响。